# Lebrija (ort)
Lebrija är en ort i Colombia.   Den ligger i departementet Santander, i den centrala delen av landet, 290 km norr om huvudstaden Bogotá. Lebrija ligger 1 016 meter över havet och antalet invånare är 8 949.
Terrängen runt Lebrija är huvudsakligen kuperad, men den allra närmaste omgivningen är platt. Runt Lebrija är det mycket tätbefolkat, med 2 345 invånare per kvadratkilometer. Närmaste större samhälle är Bucaramanga, 10,9 km öster om Lebrija. Omgivningarna runt Lebrija är en mosaik av jordbruksmark och naturlig växtlighet.